# Лангадикија
Лангадикија (грч. Λαγκαδίκια) је насељено место у општини Лагадина у периферији Средишња Македонија, Грчка. Према попису из 2021. године било је 798 становника.
Према бугарском географу и историчару, Василу Канчову, у Лангадикији је 1900. године живело 220 Турака. Године 1924, турско становништво је принудно исељено у Турску а на њиховом месту су насељене грчке избегличке породице из Турске. На попису из 1928. године Лангадикија је имала 647 становника. Село се раније звало Лангавич.